# Mystery Writers of America
Mystery Writers of America (MWA) ist ein Verband amerikanischer Krimi-Schriftsteller. Er wurde am 26. März 1945 von den Schriftstellern Anthony Boucher, Brett Halliday, Clayton Rawson und Lawrence Treat in New York City gegründet und vertritt Autoren von allen Arten von Literatur, die mit Verbrechen zu tun haben – Belletristik und Sachbücher sowie Drehbücher für alle Medien.
Ziele des Verbandes sind es, die Interessen von Krimiautoren zu fördern, das Ansehen des Genres zu verbessern und den Mitgliedern Gelegenheit zu stimulierendem Austausch zu geben. Mystery Writers of America ist besonders durch die verschiedenen Preise bekannt, mit denen der Verband Veröffentlichungen im Krimi-Bereich auszeichnet:

## Verliehene Preise
- Der Edgar Allan Poe Award (oft kurz Edgar genannt; benannt nach Edgar Allan Poe) ist eine Auszeichnung für die beste Veröffentlichung des vergangenen Jahres. Er wird zurzeit in bis zu dreizehn Kategorien verliehen.
- Der Ellery Queen Award wird zur Ehrung von Autorenteams und herausragenden Einzelpersönlichkeiten vergeben.
- Der Grand Master Award wird Krimiautoren für ein herausragendes Lebenswerk verliehen.
- Der Mary Higgins Clark Award wird für das Werk verliehen, das die Tradition von Mary Higgins Clark am getreuesten fortsetzt.
- Der Readers Choice Award wird seit 1985 verliehen.
- Der Raven Award wird für besondere Verdienste um die Kriminalliteratur vergeben, die nicht von Autoren erbracht wurden.
- Der Robert L. Fish Memorial Award wird für die beste Krimi-Kurzgeschichte eines vorher nicht publizierten amerikanischen Autors vergeben.

## Weblink
- Offizielle Website des Verbandes